# یانوویچ-کولونگا
یانوویچ-کولونگا (به لاتین: Janowicze-Kolonia) یک روستا در لهستان است که در گمینا یوخنوویتس کوشچیلنه واقع شده‌است.